# Tarsoly Elemér
Tarsoly Elemér (Berekböszörmény, 1928. február 5. – Budapest, 1986. április 11.) Jászai Mari-díjas magyar színész.

## Élete
1952-ben szerezte diplomáját a Színiakadémián. Ezt követően haláláig játszott a Nemzeti Színháznál. A közönség elsősorban népi alakok, karakter- és epizódszerepek megformálójaként láthatta. Önkezével vetett véget az életének.

## Díjai, elismerései
- Jászai Mari-díj (1957)

## Fontosabb színházi szerepei
- Balga (Vörösmarty Mihály: Csongor és Tünde)
- Ürögi Bence (Illyés Gyula: Az ozorai példa)
- Tipptopp (Csokonai Vitéz Mihály: Karnyóné)
- Gyuri (Szigligeti Ede: Liliomfi)

## Filmográfiája

### Játékfilmek
- Lúdas Matyi (színes, magyar játékfilm, 1949) – Dobos III.
- Ütközet békében (fekete-fehér, 1951) – Mátyus Károly
- Állami áruház (fekete-fehér, 1952) – Kabátvásárló
- A harag napja (fekete-fehér, 1953) – Fiatal bányász
- Föltámadott a tenger 1-2. (fekete-fehér, 1953) – Székely legény
- Simon Menyhért születése (fekete-fehér, 1954) – Munkás IV.
- Budapesti tavasz (fekete-fehér, 1955) – Turumbek tizedes
- Egy pikoló világos (fekete-fehér, 1955) – Juhász
- Különös ismertetőjel (fekete-fehér, 1955)
- Éjfélkor (fekete-fehér, 1957)
- Két vallomás (fekete-fehér, 1957) – Cziffra Laci
- Micsoda éjszaka! (fekete-fehér, 1958) – Rendőr
- Tegnap (fekete-fehér, 1958)
- Égrenyíló ablak (fekete-fehér, 1959)
- Pár lépés a határ (fekete-fehér, 1959)
- Csutak és a szürke ló (fekete-fehér, 1960)
- Virrad (fekete-fehér, 1960)
- Áprilisi riadó (fekete-fehér, 1961)
- Májusi fagy (fekete-fehér, 1961)
- Puskák és galambok (fekete-fehér, 1961) – Dobsa
- Pirosbetűs hétköznapok (fekete-fehér, 1962)
- A tizedes meg a többiek (fekete-fehér, 1965) – Katona IV.
- Fény a redőny mögött (fekete-fehér, 1965)
- Hideg napok (fekete-fehér, 1966) – Dorner másik beosztottja
- A dunai hajós 1-2. (színes, 1974) – Otyec
- Árvácska (színes, 1975) – Csendőr I.
- Kinek a törvénye? (színes, 1978)
- A kedves szomszéd (színes, 1979) – Rendőr I.
- Orvosnők (Ärztinnen) (színes, 1983)
- Die weiße Rose (színes, 1984)

### Tévéfilmek
- 1919 május (fekete-fehér, 1959) – Józsi
- Veréb utcai csata (fekete-fehér, 1959)
- Sombreró (fekete-fehér, 1960)
- Zsuzsi (fekete-fehér, 1960) – Márton
- Dáma-hetes-ász… (fekete-fehér, 1963) – Sztyepán
- Honfoglalás 1-2. (fekete-fehér, 1963) – Magyar katona I.
- Rab Ráby (fekete-fehér, 1964) – Hajdú II.
- A vörös vendégfogadó (fekete-fehér, 1965)
- Törékeny boldogság (fekete-fehér, 1965) – Rendőr
- Hétköznapi történet 1-3. (fekete-fehér, 1966)
- Princ, a katona (fekete-fehér, tévésorozat, 1966)
- Mondd a neved (fekete-fehér, 1967)
- Az aranykesztyű lovagjai 1-5. (fekete-fehér, tévésorozat, 1968)
- Cseppben a tenger (fekete-fehér, 1968)
- A 0416-os szökevény (fekete-fehér, tévésorozat, 1969) – Rendőr a Yardnál
- Őrjárat az égen 1-4. (fekete-fehér, tévésorozat, 1969)
- Volt egyszer egy borbély (fekete-fehér, 1969)
- Bors II. (fekete-fehér, tévésorozat, 1970)
- Földindulás (fekete-fehér, 1970)
- Kéktiszta szerelem (fekete-fehér, 1970)
- Tizennégy vértanú (fekete-fehér, 1970)
- A vasrács (fekete-fehér, 1971)
- Vidám elefántkór (fekete-fehér, 1971)
- Francia tanya (fekete-fehér, 1972)
- Villa a Lidón 1-4. (fekete-fehér, tévésorozat, 1972)
- Gőzfürdő (fekete-fehér, 1973)
- Keménykalap és krumpliorr 1-4. (színes, tévésorozat, 1973)
- Szép maszkok (színes, tévésorozat, 1973)
- Asszony a viharban (fekete-fehér, 1974)
- Felelet 1-8. (fekete-fehér, tévésorozat, 1974)
- Ficzek úr (színes, 1974)
- Nandu (színes, 1974)
- Százéves asszony (színes, 1975) – Kerületi tanácselnök I.
- Sztrogoff Mihály (színes, tévésorozat, 1975) – Tatár kocsis (1977-es magyar szinkron)
- A 78-as autóbusz útvonala – Kis kitérővel (fekete-fehér, 1976) – Vadász Rudi
- A cárné összeesküvése (színes, 1976)
- Állványokon (1976) – Szekeres
- Fejezetek a Rákóczi-szabadságharcból 1-3. (színes, tévésorozat, 1976)
- Megtörtént bűnügyek 4-5. (ff. + színes, tévésorozat, 1976) – Házmester
- …hogy magának milyen mosolya van! (színes, 1977) – Apa
- A lőcsei fehér asszony (színes, 1977)
- A tanítvány (színes, 1977)
- Mesélő városok (színes, tévésorozat, 1977) – Technikus
- Földünk és vidéke (színes, 1978)
- Látástól vakulásig… (színes, 1978)
- Mednyánszky (színes, 1978) – Közrendőr
- Mire a levelek lehullanak… (színes, 1978)
- Zokogó majom 1-5. (színes, tévésorozat, 1978)
- Egyszál magam (színes, tévésorozat, 1979)
- Hívójel (színes, 1979) – Utas
- Ítélet és igazság (színes, 1979)
- William Shakespeare: Téli rege (magyar színházi felvétel, 1979)
- A különc (színes, 1980) – Márton
- Részeg eső (színes, 1980)
- A hiba nem az almában van (színes, 1981)
- A száztizenegyes (színes, 1981)
- Az a szép, fényes nap (színes, 1981) – Az őrség parancsnoka
- Ha majd mindenünk meglesz… (színes, 1981)
- Viadal (színes, 1981)
- II. József császár (színes, 1982) – Pálffy
- Csillagűzött szerető (színes, 1983)
- Ha az igazságra esküdtél (színes, 1983)
- Zenés TV Színház: A garabonciás (színes, műsorsorozat, 1983) – István
- Az aranyifjú (színes, 1985)[4]
- Zsákutca (színes, 1985)

## Szinkronszerepei

### Filmek
| Év   | Cím                                                            | Szereplő           | Színész               | Szinkron év |
| ---- | -------------------------------------------------------------- | ------------------ | --------------------- | ----------- |
| 1940 | Érik a gyümölcs                                                | N/A                | N/A                   | 1980        |
| 1952 | Tűz a Marica partján                                           | Petko Shiloto      | Georgij Kalojancsev   | 1953        |
| 1956 | A tető (2. magyar szinkron)                                    | N/A                | N/A                   | 1979        |
| 1959 | Az aranyvonat                                                  | Andrej Azovcev     | Vaszilij Suksin       | 1960        |
| 1959 | Kezedben az élet                                               | Vanyin, tizedes    | Arnold Kurbatov       | 1960        |
| 1959 | Szomjúság                                                      | Bezborodko         | Vjacseszlav Tyihonov  | 1960        |
| 1960 | Sorsok állomása                                                | Nartaj, diszpécser | Muhtar Bahtigerejev   | 1961        |
| 1960 | Vigyázz, nagymama!                                             | Nyikolaj           | Leonyid Szatanovszkij | 1961        |
| 1963 | A halál neve: Engelchen (1. magyar szinkron)                   | N/A                | N/A                   | 1964        |
| 1967 | A Saturnus nem válaszol                                        | N/A                | N/A                   | 1968        |
| 1968 | Annicska                                                       | Jaroslav           | Anatolij Barcsuk      | 1972        |
| 1968 | Die Lederstrumpferzählungen – 3. rész: Indiánkaland Ontarióban | Őr #1              | N/A                   | 1976        |
| 1970 | Hajnali sztyeppén                                              | Makszim            | Vitalij Sapovalov     | 1972        |
| 1970 | Homolkáék az uborkafán                                         | N/A                | N/A                   | 1971        |
| 1971 | Vakmerőség                                                     | Belorusz           | Vlagyimir Guljaev     | 1974        |
| 1972 | Híres szökések – 6. rész: A gall rabszolga                     | Albéric            | Jacques Balutin       | 1973        |
| 1976 | Alpensaga – 1. rész: Falusi szerelem                           | N/A                | N/A                   | 1979        |
| 1977 | A milliomos                                                    | Sofőr #1           | N/A                   | 1978        |
| 1977 | Apámuram                                                       | N/A                | N/A                   | 1979        |
| 1978 | Severino                                                       | N/A                | N/A                   | 1979        |

### Sorozatok
| Év   | Cím                | Szereplő          | Színész          | Szinkron év |
| ---- | ------------------ | ----------------- | ---------------- | ----------- |
| 1971 | Porlepte históriák | N/A               | N/A              | 1974        |
| 1973 | Vivát, Benyovszky! | Rozália férje     | Ludovit Ozabal   | 1975        |
| 1977 | Nők a pult mögött  | Frantíšek Dominik | Vladimír Hlavatý | 1985        |
| 1978 | A bábu 1-9.        | N/A               | N/A              | 1980        |